# Malitbog
Malitbog é um município de  segunda classe de renda municipal (d) na província Bukidnon, nas Filipinas. De acordo com o censo de 1 de maio  de  2020 possui uma população de 26 741 pessoas e 6 020 domicílios.